# Shorea slootenii
Shorea slootenii là một loài thực vật thuộc họ Dipterocarpaceae. Loài này có ở Brunei, Indonesia, và Malaysia.